# Gog (trilobite)
Pour les articles homonymes, voir Gog.
Genre
Espèces de rang inférieur
- † Gog catillus Fortey, 1975, espèce type
- † Gog yangtzeensis Lu, 1975[2],[3],

Gog est un genre fossile de grands trilobites (arthropodes marins primitifs), de la famille des Asaphidae. Il a vécu au cours de l'Ordovicien inférieur et moyen. Ses fossiles sont connus en Chine, Iran et au Spitzberg.

## Liste des espèces
Deux espèces sont rattachés au genre :
- Gog catillus, l'espèce type, décrite en 1975 par Richard Fortey[1], découverte dans l'Ordovicien inférieur (Floien) du Spitzberg ;
- Gog yangtzeensis, décrite également en 1975 par Lu Yanhao, sous le nom initial de Niobe yangtzeensis, connue par un seul pygidium. Elle est renommée Gog yangtzeensis en 1998 par Zhou et al.[3]. Elle provient de la partie supérieure de la formation géologique de Dawan, d'âge Ordovicien moyen (Dapingien - ex-Arenig supérieur -) dans la province chinoise du Hubei[3],[4].

## Description
Comme la plupart des asaphidés Gog possède 8 segments thoraciques. Ce sont de grands trilobites, de faible relief.